# Jan Chrzciciel od Poczęcia
Święty Jan Chrzciciel od Poczęcia OSsT, właśc. Juan García López-Rico (ur. 10 lipca 1561 w Almodóvar del Campo, zm. 14 lutego 1613 w Kordobie) – hiszpański zakonnik, reformator zakonu trynitarzy, święty Kościoła katolickiego.

## Żywot
Urodził się 10 lipca 1561 w Almodóvar del Campo w Hiszpanii, jako piąte z ósemki dzieci Xixóna i Isabeli García Marcos López-Rico, zamożnych rolników. W 1576 jego dom miała nawiedzić św. Teresa z Ávili. Po okresie edukacji w rodzinnej miejscowości, Jan kontynuował ją w Baezie i Toledo. Poznał tam trynitarzy i w 1580 podjął decyzję o wstąpieniu do tego zakonu. Rok później złożył śluby. Po studiach teologicznych w Alcalá de Henares, w 1585 został wyświęcony na kapłana. Szybko stał się znany ze swoich umiejętności kaznodziejskich – w 1589 na kapitule prowincjonalnej w Talaverze mianowano go kaznodzieją większym klasztoru w La Guardia.
W 1597 Jan został przełożonym konwentu w Valdepeñas. Rozpoczął tam działania zmierzające do zreformowania trynitarzy na wzór odnowy przeprowadzonej przez św. Teresę z Avila i św. Jana od Krzyża w zakonie karmelitańskim. Spotkało się to z oporem wewnątrz zakonu, jednakże dzieło to wsparł papież Klemens VIII. 20 sierpnia 1599 w brewe Ad militantis Ecclesiae regimen zatwierdził on gałąź trynitarzy bosych. Nad reformą z ramienia Stolicy Apostolskiej czuwał generał karmelitów bosych o. Eliasz od św. Marcina. Miały mu podlegać klasztory reformowanych do czasu powstania ośmiu domów, w których miało mieszkać co najmniej po dwunastu zakonników. Po osiągnięciu tej liczby 8 listopada 1605 Jan został wybrany pierwszym przełożonym zreformowanej prowincji. Zmarł w Kordobie 14 lutego 1613. W chwili jego śmierci działało już siedemnaście męskich klasztorów w Hiszpanii i jeden w Rzymie, a także założony w 1612 w Madrycie klauzurowy konwent trynitarek bosych.

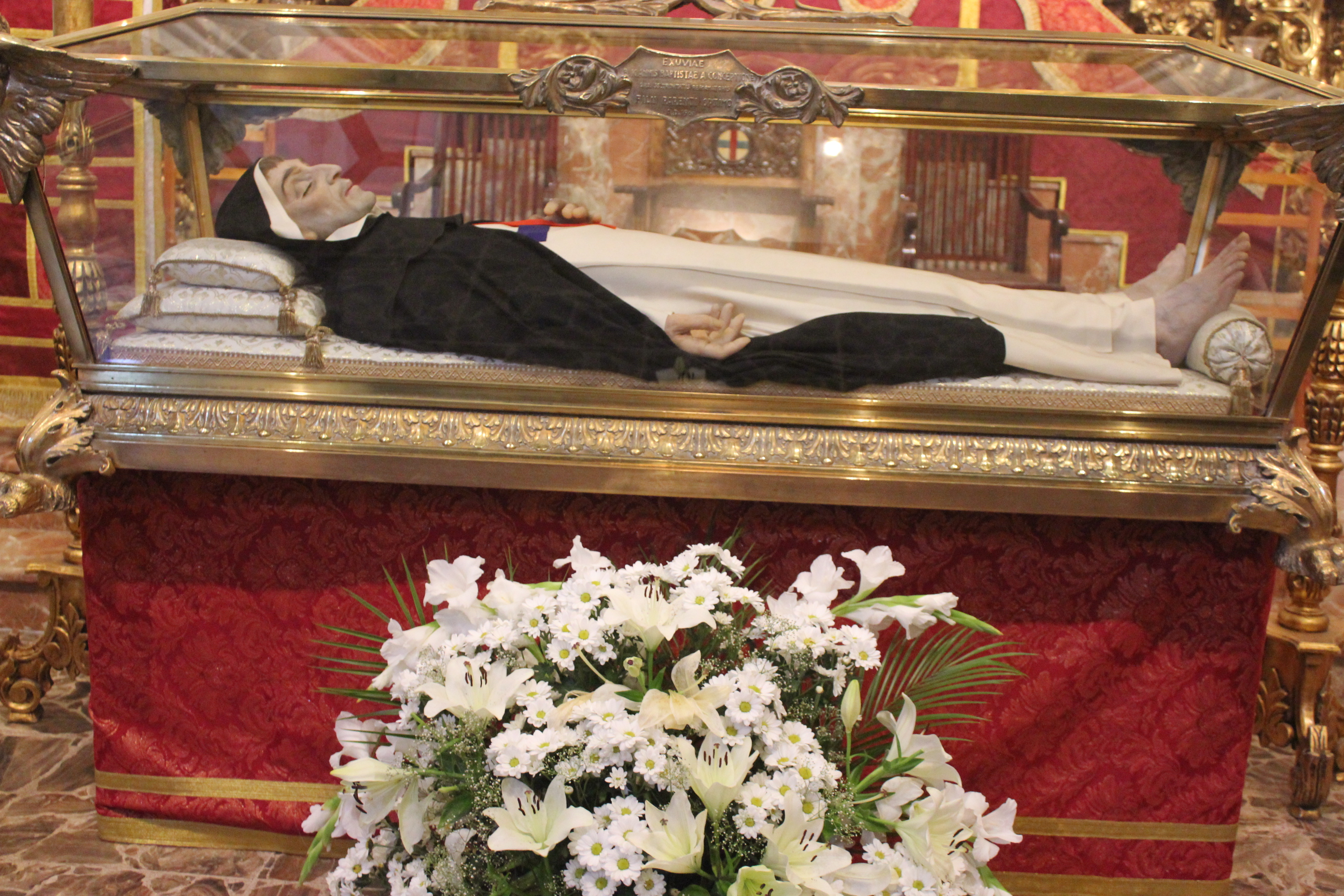
Grób św. Jana w Kordobie

## Kult
Beatyfikacji Jana dokonał papież Pius VII 26 września 1819 w bazylice św. Piotra na Watykanie. Wspomnienie liturgiczne wyznaczono na dzień śmierci (dies natalis), tj. 14 lutego. Kanonizował go papież Paweł VI 25 maja 1975 na Placu św. Piotra w Watykanie.